# Willy Nolte
Willy Nolte (* 2. November 1906 in Kassel; † 15. Oktober 2004 in Bad Pyrmont) war ein deutscher Biologe und Fischereirat.

## Leben
Willy Nolte wurde 1906 in Kassel geboren. Seine Jugendjahre in Sterbfritz, Rinteln, Bad Nenndorf und Hannover schlossen 1927 mit dem Abitur an der Oberrealschule am Clevertor in Hannover ab. Zum Studium ging er nach Göttingen an die Georg-August-Universität, um Biologie, Mathematik, Physik und Sport auf Lehramt zu studieren. Im selben Jahr wurde er Mitglied der Burschenschaft Holzminda. Ab dem dritten Semester wechselte er zu Zoologie, Botanik und Geologie, mit dem Ziel, in die angewandte Biologie zu gehen. Irgendwann entdeckte er sein Ziel Fischereiforschung und Fischereiverwaltung. Seine Doktorarbeit über Fische verfasste er bei Alfred Kühn. Seine Promotion erfolgte 1932. 1934 gab er für die Deutsche Burschenschaft eine Burschenschafter-Stammrolle heraus.
Seine erste berufliche Station war die preußische Landesanstalt für Fischerei am Müggelsee in Berlin, an der er als Volontärassistent in der biologischen Abteilung arbeitete. Im April 1934 erhielt er eine Anstellung beim Oberfischmeister für die Binnengewässer der Provinz Pommern in Stettin. Dort war seine Aufgabe die Erstellung eines Katasters der über 1000 Binnenseen in Pommern. 1935 erhielt er den Auftrag für eine Untersuchung der Aal-Fischerei des Stettiner Haffes von Swinemünde aus, dem Sitz des Oberfischmeisteramtes für die Küstengewässer. 1936 ging er zum Oberfischmeisteramt nach Pillau, wo er unter anderem bezüglich der Kaulbarsch-Fischerei im Frischen Haff arbeitete. Im Oktober 1936 musste er zur Kriegsmarine und wurde dort 1937 Reserveoffiziersanwärter. Im Juli 1937 untersuchte er die Aal-Fischerei an den Küsten der Insel Rügen. 1938 machte er vom Oberfischmeisteramt in Kiel aus fischereirechtliche Untersuchungen über die Lübecker Bucht. In Travemünde lernte er zu dieser Zeit seine spätere Frau kennen, die er 1939 heiratete. Für kurze Zeit wurde er zur Kriegsmarine nach Plön und Kiel einberufen, bevor er nach Labiau in Ostpreußen versetzt wurde. Mit Beginn des Zweiten Weltkrieges wurde Nolte Soldat bei einer Küstenbatterie in Pillau. Ein Jahr später erfolgte seine Ernennung zum Regierungsfischereirat. Zugleich wurde ihm die Leitung des Fischereiamtes Labiau – dem größten dieser Art in Preußen – übertragen. Kurz darauf diente er als Leutnant der Marine bei der Marinefestungskommandantur Memel und übernahm zeitgleich die Leitung des Fischereiamtes Memel. Im Verlauf des Krieges wurde er zum Oberleutnant befördert und war Batteriechef von Flakbatterien und später Kompaniechef der Stabskompanie, erhielt das Kriegsverdienstkreuz mit Schwertern und gleichzeitig ein Verfahren von Gauleiter Koch wegen angeblicher Sabotage der Kriegswirtschaft in der Fischerei. In diesem Verfahren wurde er freigesprochen. Mit Beginn des Russlandfeldzuges machte er den Einmarsch nach Litauen mit, wurde jedoch bald nach Memel zurückbeordert, um die Fischerei zu betreuen. Ab 1944 ging es um die Verteidigung Memels, die im Dezember 1944 aufgegeben werden musste. Als ältester Kompaniechef und stellvertretender Abteilungskommandeur musste Nolte dafür sorgen, dass die deutschen Truppen sich über die Kurische Nehrung zurückziehen konnten. Als Nachhut erreichte er selbst erst am 14. Februar 1945 Pillau, wo er als Hafenkapitän und Chef der Hafenschutzflotte die Flucht sehr vieler Ostpreußen über die Ostsee organisierte. In der letzten Nacht verließ er mit den letzten 21 Booten Pillau, um Hela zu erreichen. Inzwischen war Nolte Kapitänleutnant und Führer der Hafensicherungsabteilung beim Admiral Östliche Ostsee und konnte befehlsgemäß zwei Stunden vor Waffenstillstand mit einem der letzten Boote nach Flensburg und Eckernförde auslaufen.
Aus kurzer Gefangenschaft wurde er bereits am 29. Juni 1945 entlassen, da die Fischerei zu den ernährungswichtigen Berufen zählte. In Hannover begann er in einer Fischereiabteilung der Landwirtschaftskammer seine Nachkriegstätigkeit, bis er 1949 nach Gründung des Fischereiamtes des Landes Niedersachsens in Bremerhaven zu dessen Leiter berufen wurde. Beteiligt war er auch an vielen internationalen Fischereiverhandlungen in Bonn, Den Haag und London. Er veröffentlichte über 80 fischereiwissenschaftliche und -wirtschaftliche Titel. Von 1962 bis 1972 war er Vorsitzender des Verbandes Deutscher Fischereiverwaltungsbeamter und Fischereiwissenschaftler. Nach seiner Pensionierung zog er 1972 mit seiner Frau von Bremerhaven nach Bad Pyrmont, wo er 2004 im Alter von 97 Jahren starb.

## Auszeichnungen
- 1972: Bundesverdienstkreuz 1. Klasse für seinen außergewöhnlichen Einsatz für die Belange der Fischerei
- Ehrenband und Silberner Ehrenteller der Burschenschaft Holzminda

## Veröffentlichungen (Auswahl)
- Experimentelle Untersuchungen zum Problem der Lokalisation des Assoziationsvermögens im Fischgehirn. Dissertation. Göttingen 1932.
- als Hrsg.: Burschenschafter-Stammrolle. Verzeichnis der Mitglieder der Deutschen Burschenschaft nach dem Stande vom Sommer-Semester 1934. Berlin 1934.
- Versuch einer Statistik der Binnenfischerei, 1946–1948, im Bereich des Landesfischereiverbandes Niedersachsen. Ein Beitrag zur Statistik der Binnenfischerei. In: Neues Archiv für Niedersachsen. Zeitschrift für Stadt-, Regional- und Landesentwicklung. 953, 7/9, S. 332–350.
- 60 Jahre Speisemuschelfischerei in Ostfriesland. In: Neues Archiv für Niedersachsen. Zeitschrift für Stadt-, Regional- und Landesentwicklung. 1954, 1/3, S. 31–48.
- Die fischereilichen Verhältnisse in der Aussenelbe und im nördlichen Wurster Watt. Hamburg 1973.
- 100 Jahre Fischerei in Hannover. 50 Jahre Landesfischereiverband Niedersachsen. Braunschweig 1973.
- Die Küstenfischerei in den Weser-Elbe-Watten. In: Neues Archiv für Niedersachsen. Zeitschrift für Stadt-, Regional- und Landesentwicklung. 1974, 2, S. 122–132.
- Die Küstenfischerei in Niedersachsen. Göttingen 1976.